# فرودگاه خودینکا
فرودگاه خودینکا (به روسی: Центральный аэродром имени М. В. Фрунзе) فرودگاهی عمومی واقع در مسکو در کشور روسیه است.